# 秦早穂子
秦 早穂子（はた さほこ、1931年7月31日 - ）は、日本の映画評論家、随筆家。

## 経歴

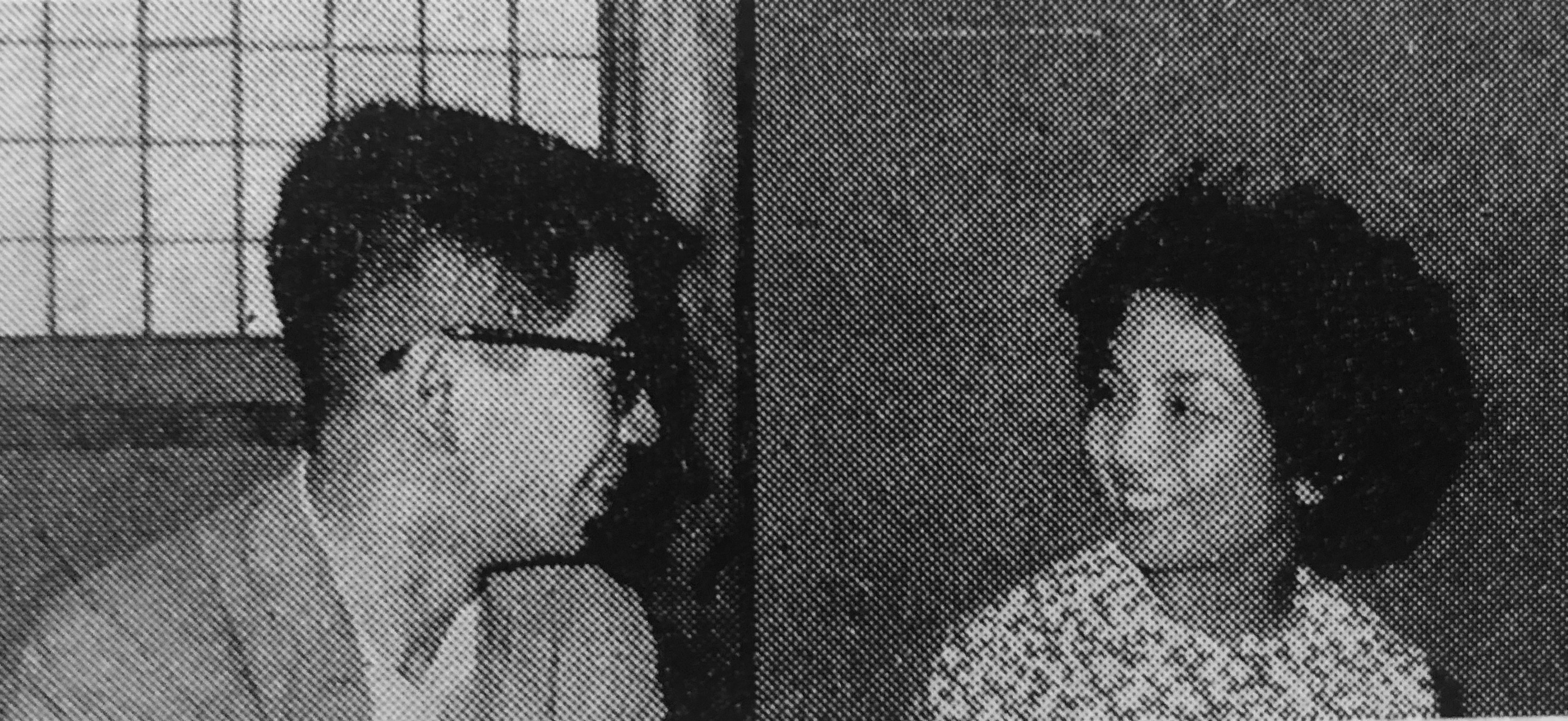
小林信彦と（1959年）

東京府豊多摩郡渋谷町（現・東京都渋谷区）生まれ。祖父はシンガーミシン極東支配人を務めた秦敏之。秦敏之は日本初の本格的な洋裁学校であるシンガーミシン裁縫女学院を設立し、妻の秦利舞子が初代院長を務めた。ファッションデザイナーの秦万紀子は早穂子の叔母に当たる。
女子学院高等学校卒業。1957年、雑誌社の特派員という名目でフランスに渡る。帰国後、映画輸入業の新外映に入社。1958年、新外映の買い付け担当としてフランスへ渡る。
1959年半ばに帰国。同年5月、フランソワ・トリュフォー監督の『大人は判ってくれない』がカンヌ国際映画祭で監督賞を受賞し、7月にはクロード・シャブロル監督の『いとこ同志』がベルリン国際映画祭で金熊賞を受賞した。ヌーヴェルヴァーグの時代の到来が明らかとなるが、日本では6月8日から13日にかけて東京の読売ホールで開かれた第2回「フランス映画祭」で『いとこ同志』が上映されただけで、主要作品はいずれもまだ一般公開されていなかった。同年8月22日発売の『ヒッチコック・マガジン』10月号に掲載された鼎談で、秦はいち早くこの新しい映画の潮流を紹介した。
同年10月10日、『いとこ同志』が東和の配給により日本で公開。10月22日発売の『ヒッチコック・マガジン』12月号の誌上で荻昌弘、編集長の中原弓彦らと共に作品を激賞した。

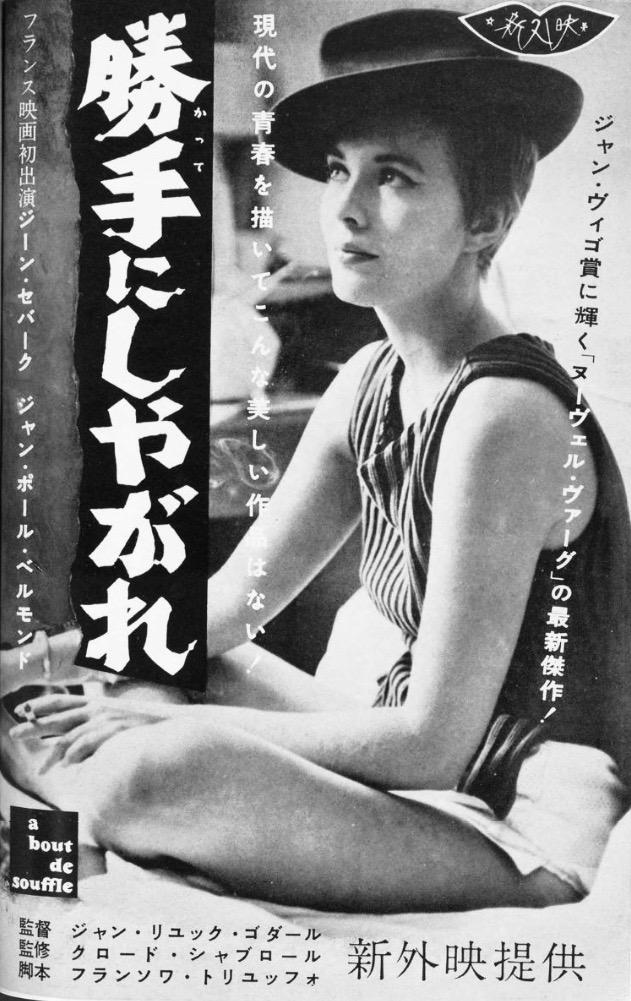
映画雑誌に掲載された『勝手にしやがれ』（1960年）のポスター

同年秋、フランスに渡ると、映画プロデューサーのジョルジュ・ド・ボールガールの車に乗り、パリ近郊のジョアンヴィルにある撮影所の作業室で、撮影されたばかりの映画のラッシュを見た。部屋には西ドイツからやってきたと思われる女性のバイヤーもいた。「モノクロの画面は光り輝き、ジャン＝ポール・ベルモンドは自由で無造作だった。二十分あまりのラウール・クタールのカメラは鮮烈だった」「これだ、こんな映画を探していたんだ」。秦は「À bout de souffle」（「息切れ」「息せき切って」）というタイトルを「勝手にしやがれ」という邦題にし、買値と配給収入予想額を記した報告書を日本の本社に送った。試写会（11月）が行われる前の決断だった。ジャン＝リュック・ゴダールの『勝手にしやがれ』は本国フランス公開から10日後の1960年3月26日に日本で公開され、世界各国でヒットした。
1960年、ルネ・クレマンの『太陽がいっぱい』を日本に輸入。日本公開（6月11日）にあわせ、主役のアラン・ドロンの来日宣伝を企画するも、ドロン側が安保闘争による政情不安を危惧したため計画は中止となった。同年6月19日に日本に帰国し、それからまたパリに戻った。
同年夏、ゴダールはジュネーヴで撮影した長編第2作『小さな兵隊』のプライベートの試写を開いた。ゴダールに招かれた秦も鑑賞した。同年9月7日、映画倫理規程管理委員会はアルジェリア戦争を扱った『小さな兵隊』の上映禁止を決定した。
1961年、秦は『映画評論』9月号に「『小さい兵隊』メモ帳から―公開禁止になったゴダールの第二作」と題する評論を寄稿。試写の様子をこうあらわした。
同年9月、ゴダールの長編映画『女は女である』がフランスで公開。秦はこれを買い付け、日本では同年12月に公開された。
のち、独立してロアイヤル社、ジャフラ(映画、テレビフィルム輸入業)を設立。以後、半世紀以上にわたって映画の世界に関わる。
2012年、自伝的小説『影の部分』を発表し、日本映画ペンクラブ賞を受賞した。

## 著書

### 単著
- 『スクリーン・モードと女優たち』（文化出版局、1973年）
- 『パリに生きる女たち』（時事通信社、1978年）
- 『パリの風のなかで』（講談社、1979年）
- 『東京パリ闘い通り』大和書房、1981年11月10日。
- 『巴里と女の物語』（PHP研究所、1981年）
- 『不滅の女たち マルゴ王妃からコレットまで』（文化出版局、1984年）
- 『「椿姫」と娼婦マリ』（読売新聞社、1986年）
- 『シャネル 20世紀のスタイル』（文化出版局、1990年）
- 『おしゃれの平手打ち』（文化出版局、1996年）
- 『影の部分』リトル・モア、2012年3月26日。ISBN 978-4898153314。

### 共著
- 『パリ・東京井戸端会議』（岸恵子と共著、読売新聞社、1973年、新潮文庫、1984年）
- 『映画、輪舞のように』（山田宏一と共著、朝日新聞社、1996年）

### 翻訳
- 『ぼくの伯父さん』（ジャック・タチ著、三笠書房〈若草文庫〉、1958年）
- 『エレガンスへの招待』（マギ・ルフ著、婦人画報社、1959年）
- 『獅子座の女シャネル』（ポール・モラン著、文化出版局、1977年、新版1990年）
- 『シャネルの生涯とその時代』（エドモンド・シャルル・ルー著、鎌倉書房、1981年）
- 『リキエル』（ソニア・リキエル著、婦人画報社、1988年）